# Stefan Kusz
Stefan Kusz (ur. 25 grudnia 1948 w Radonii) – polski rolnik i polityk, poseł na Sejm PRL VIII kadencji.

## Życiorys
Uzyskał wykształcenie zasadnicze zawodowe. Z zawodu został technikiem rolnikiem. W 1966 przystąpił do Zjednoczonego Stronnictwa Ludowego. Od 1972 był sołtysem. W 1980 uzyskał mandat posła na Sejm PRL VIII kadencji w okręgu Bytom. W Sejmie zasiadał w Komisji Handlu Zagranicznego, Komisji Przemysłu Ciężkiego, Maszynowego i Hutnictwa, Komisji Leśnictwa i Przemysłu Drzewnego oraz w Komisji Przemysłu. W III RP został członkiem Polskiego Stronnictwa Ludowego. W wyborach parlamentarnych w 2005 bez powodzenia kandydował z jego listy do Sejmu. W wyborach samorządowych w 2006 został wybrany na radnego gminy Wielowieś z listy Komitetu Wyborczego Wyborców Zenona Beza. W wyborach w 2010 uzyskał reelekcję z listy komitetu „Moja Gmina Nasz Powiat”. W 2014 nie został ponownie wybrany, startując z ramienia komitetu „Zgoda i Przyszłość”.